# Лукас Фернандес, Кайо
Ка́йо Лу́кас Ферна́ндес (порт.-браз. Caio Lucas Fernandes; род. 19 апреля 1994 года, Арасатуба, Бразилия) — бразильский футболист, полузащитник клуба «Шарджа» и сборной ОАЭ.

## Клубная карьера
Кайо — воспитанник клубов «Америка Сан-Жозе-ду-Риу-Прету» и «Сан-Паулу». В возрасте 17 лет он поступил в японскую высшую школу в Кимицу и на протяжении 3 лет выступал за местную команду. В 2014 году Фернандес подписал контракт с «Касима Антлерс». 15 марта в матче против «Саган Тосу» он дебютировал в J-Лиге. 6 апреля в поединке против «Гамба Осака» Фернандес забил свой первый гол за «Касима Антлерс». В своём дебютном сезоне он был признан Новичком года. В 2015 году Кайо завоевал Кубок Джей-лиги, а через год стал чемпионом страны. Летом 2016 года Фернандес перешёл в эмиратский «Аль-Айн». 18 августа в матче против «Бани Яс» он дебютировал в Про-Лиге. В этом же поединке Кайо забил свой первый гол за «Аль-Айн». В составе команды он выиграл чемпионат, а также стал участником клубного чемпионата мира.
Летом 2019 года Кайо перешёл в лиссабонскую «Бенфику». 1 сентября в матче против «Спортинга» он дебютировал в Сангриш лиге.

## Достижения
Командные
 «Касима Антлерс»
- Чемпион Японии — 2016
- Обладатель Кубка Джей-лиги — 2015

 «Аль-Айн»
- Чемпион ОАЭ — 2017/2018
- Обладатель Кубка Президента ОАЭ — 2017/2018